# Distribucija (farmakologija)
Distribucija u farmakologiji je grana farmalokinetike koja opisuje reverzibilni transfer leka sa jedne lokacije na drugu unutar tela.
Nakon što lek uđe u sistemsku cirkulaciju putem apsorpcije ili direktne administracije, on mora da bude distribuiran u interstinalne i intracelularne fluide. Svaki organ ili tkivo može da primi različite doze leka i lek može da se zadrži u različitim organima ili tkivima tokom različitih vremenskih perioda. Distribucija leka između tkiva je zavisna od vaskularne permeabilnosti, regionalnog krvnog protoka, srčanog izlaza i brzine prolaza kroz tkiva i sposobnosti leka da se veže za tkivo i proteine plazme i njegove rastvorljivosti u lipidima. pH particija takođe ima značajnu ulogu. Lek se lako distribuira u visoko propustnim organima kao što su jetra, srce i bubrezi. Za razliku od toga do distribucije dolazi u maloj meri kroz manje propustna tkiva kao što su mišići, masnoća i periferni organi. Lek može da prelazi iz plazme u tkivo dok se ne uspostavi ravnoteža (za nevezani lek prisutan u plazmi).
Koncept kompartmentalizacije organizam se mora uzeti u obzir pri razmatranju distribucije leka. Taj koncept se koristi u farmakokinetičkom modelovanju.

## Faktori koji utiču na distribuciju
Postoji mnoštvo faktora koji utiču na distribuciju leka kroz organizam. Najvažniji faktori su: fizička zapremina organizma, brzina uklanjanja i stepen u kojem se lek vezuje za proteine plazme i / ili tkiva.

### Fizička zapremina organizma
Ovaj koncept je povezan sa multikompartmentalizacijom. Svaki lek u organizmju deluje kao rastvorak, a tkiva organizma kao rastvarači. Različite specificifičnost različitih tkiva imaju za posledicu različite koncentracije leka. Stoga, hemijske karakteristike leka određuju njegovu distribuciju u organizmu. Na primer, liporastvorni lek ima tendenciju akumulacije u telesnoj masnoći, a u vodi rastvorni lekovi se akumuliraju u ekstracelularnim fluidima. Zapremina distribucije leka je svojstvo koje kvantifikuje stepen njegove distribucije. Ona se može definisati kao teoretska zapremina koju bi lek zauzeo (kad bi bio ravnomerno distribuiran), pri koncentraciji koju ima u krvnoj plazmi. Ona se može odrediti sledećom formulom:
{\displaystyle Vd={\frac {Ab}{Cp}}\,}
gde je: {\displaystyle Ab} totalna količina leka u telu i {\displaystyle Cp} koncentracija leka u plazmi.
Pošto je vrednost {\displaystyle Ab} ekvivalentna sa dozom leka, ova formula pokazuje da postoji inverzna proporcionalnost između {\displaystyle Vd} i {\displaystyle Cp}. Što je {\displaystyle Cp} veća, to je {\displaystyle Vd} manja, i vice versa. Iz toga sledi da faktori koji povišavaju {\displaystyle Cp}, snižavaju {\displaystyle Vd}, što ukazuje na značaj poznavanja koncentracije leka u plazmi, kao i faktora koji je menjaju.
Ako se ova formula primeni na koncepte vezane za bioraspoloživost, može se izračunati količina leka koja se treba dozirati da bi se dobila neophodna koncentracija u organizmu:
{\displaystyle Dc={\frac {Vd.Cp}{Da.B}}}
Ovaj koncept ima klinički značaj, jer je često neophodno da se dostigne određena koncentracija leka, koja je optimalna da bi se ostvario željeni efekat u organizmu.

### Brzina uklanjanja
Brzina uklanjanja leka je određena udelom leka koji je uklonjen iz cirkulacije u pojedinačnim organima, nakon što je lek dospeo do njih. Ovaj koncept se nadovezuje na ranije ideje i zavistan je od brojnih faktora:
- Karakteristika leka, uključujući njegove  vrednosti.
- Redistribucija širom tkiva organizma. Neki lekovi se brzo dostavljaju u pojedinim tkivima, dok ne dostigne ekvilibrijum sa koncentracijom u plazmi. Druga tkiva sa manjom brzinom distribucije će nastaviti da apsorbuju lek iz plazme tokom dužeg perioda. To znači da će koncentracija leka biti veća u prvom tkivu od koncentracije u plazmi i da će se lek vraćati u plazmu. Taj fenomen će nastaviti da uzima maha dok lek ne dostigne ekvilibrijum u celom organizmu. Najsenzitivnije tkivo će imati dve različite koncentracije leka: inicijalnu višu koncentraciju i kasniju nižu koncentraciju usled tkivne redistribucije.
- Koncentracione razlike između tkiva.
- Površina razmene.
- Prisustvo prirodnih barijera. One su prepreke difuziji leka, slično onima koje se sreću pri apsorpciji. Najvažnije su:
  - Kapilarna permeabilnost, koja varira između tkiva.
  - Krvno-moždana barijera. Ona je locarana između krvne plazme u moždanim krvnim sudovima i moždanog ekstracelularnog prostora. Prisustvo ove barijere otežava leku pristup mozgu.
  - Placentalna barijera: ona sprečava potencijalno toksične lekove prisutne u visokim koncentracijama da dosegnu do fetusa.